# 地球連合 (ガンダムシリーズ)
地球連合（ちきゅうれんごう）は、アニメ『機動戦士ガンダムSEED』及び『機動戦士ガンダムSEED DESTINY』に登場する架空の国家連合。
ザフト建軍にともない、国際連合の発展的解消を経て成立した新たな国際組織である。また、地球連合が実力行使のため常備する武力集団を地球連合軍 という。
多くの場合、地球連合は連合、地球連合軍は地球軍、連合軍と略称される。また、地球連合の英訳はO.M.N.I：Oppose Militancy & Neutralize Invasion、地球連合軍の英訳はO.M.N.I.Enforcer：Oppose Militancy & Neutralize Invasion Enforcerである。

## 概要
C.E.10年に大西洋連邦が連邦宇宙軍（FSF）を発足。ユーラシア連邦や東アジア共和国もこれに追随し、C.E.35年に月面のプトレマイオス基地が建設されると、各勢力の軍拡競争が行われる。
その後、大西洋連邦・ユーラシア連邦・東アジア共和国三国が理事国となって「プラント」が建設されると、C.E.57年にはそれらの合同軍が駐留。後の地球連合の前身となる。C.E.70年2月5日に「コペルニクスの悲劇」で事務総長を含む国連首脳が爆殺されると、大西洋連邦はこれをプラント側によるテロと断定し、国際連合に代わる新たな組織として同7日、地球連合は創設された。つまり、地球連合という組織は反プラントの軍事同盟としての意味合いが強く、加盟国は必ずしもかつての国連加盟国から推移したものではない。。
『機動戦士ガンダムSEED』において描かれたC.E.71年時点での主な構成戦力は大西洋連邦、ユーラシア連邦、東アジア共和国のプラントの旧宗主国。加えて南アフリカ統一機構、南アメリカ合衆国など。加盟国の総人口は75億人。
地球連合軍の戦力内容は、旧プラント理事国3国合同軍を母体としており、作品世界において、人類史上初の世界規模の常設安全保障組織である。しかし、利害が必ずしも一致するとは限らない国家同士の連合故に、軍事面での規格こそ統一されているものの、各国家ブロックによって独立した指揮系統を持っている。また先述のように、戦力面での母体がプラント理事国であり、またその3国はプラントの宗主国という立場と同時に、いずれも反コーディネイター世論、ブルーコスモスイデオロギーの強い国であるため、自ずと地球連合もプラントに対して強硬、主戦的風潮を強く帯びる集団となっている。しかしながら、水面下では加盟国間が仮想敵国として認識し合い、一枚岩ではない側面も持つ。
C.E.73年を舞台とした『機動戦士ガンダムSEED DESTINY』スタートの時点では、赤道連合、汎ムスリム会議も参加し、既に地球の主要国家の大半が加盟している。そしてそのストーリー中、オーブとスカンジナビア王国も加盟した。その後、作中ではディオキアやガルナハン、ベルリンのように加盟国であるユーラシア連邦西側地域が離脱をはじめ、デュランダルの演説を契機として地球連合も反ロゴス派として離脱する勢力が現れた。
『機動戦士ガンダムSEED DESTINY』の最終戦となったメサイア攻防戦以降の動向の多くは不明であるが、『STAGAZER』漫画版のエピローグではブルーコスモスが行ってきた非人道的な悪行が明るみに出たことで、世論が連合非難へと向いているとスウェン・カル・バヤンによって語られている。また、放送後のプラモデルキットにおいては、戦後の連合における和平の主導的役割はオーブ連合首長国代表であるカガリ・ユラ・アスハが担っているとされる。

## 劇中での経緯

### 機動戦士ガンダムSEED
『機動戦士ガンダムSEED』では、開戦時から一部ブルーコスモスによる専横を許し、核兵器の使用によって血のバレンタインの惨劇を引き起こした。
開戦当初は、物量に圧倒的に勝る地球連合軍が有利とされたが、ザフトが本格的に投入した新世代機動兵器「モビルスーツ」を前に従来兵器しか持たない連合軍は苦戦した。さらにニュートロンジャマーによって核ミサイルや核エネルギーが使用不能となったため、地球圏全域でのエネルギー不足や電波妨害もあり、地上戦でも一時は保有する全てのマスドライバー施設であるカオシュン基地、ビクトリア基地、パナマ基地がザフトにより占領、若しくは破壊されるまで追い詰められていた。
しかし、連合軍のモビルスーツの配備が本格化した後、一転して中立国のオーブを含めビクトリア宇宙港奪還やジブラルタル基地の制圧が一挙に進み、オーストラリア以外の地域を制圧するまでに戦局が逆転。同時に、国防産業連合理事でありブルーコスモス盟主ムルタ・アズラエルの影響力が増し、オーブ解放作戦以降の主要な戦線において、現場の指揮官には上層部よりアズラエルの意向に従うよう命令されていた。また、自身がオブザーバーとして軍艦に乗り込み、時には部隊の作戦を指揮する事もあった。宇宙においてもその勢いは衰えず、ニュートロンジャマーキャンセラーの実用化によって復活した核ミサイルによりボアズ基地を壊滅させるなど、プラントを後一歩のところまで追い詰めた。
しかし、プラント本土攻防戦である第二次ヤキン・ドゥーエ攻防戦において、プラント本土への核攻撃は、オーブ残存戦力と三隻同盟の介入により頓挫。さらに、ザフトが使用した最終兵器「ジェネシス」により地球連合軍宇宙艦隊および月面プトレマイオス基地が壊滅的打撃を被ってしまった。一方で、ザフトもザフト最高司令官であるパトリック・ザラが射殺され、ヤキン・ドゥーエ及びジェネシスを失い、さらにアイリーン・カナーバらがクーデターを起こしたことにより停戦。既に宇宙戦力の大半を損耗した地球連合軍と地球戦線が挽回不可能までに覆されたプラントの双方が相手を打ち倒す力を喪失したため、終戦となる。また、同戦線に赴いていたムルタ・アズラエルが戦死した事により一時的にブルーコスモスの影響力が弱まることになる。

### 機動戦士ガンダムSEED DESTINY ASTRAY
漫画版『SEED DESTINY ASTRAY』では、第二次ヤキン・ドゥーエ攻防戦終結直後、先の大戦により併合されていた南アメリカ合衆国が分離独立のため大西洋連邦に対し宣戦を布告し、南アメリカ独立紛争が勃発した。大西洋連邦政府は南アメリカの独立を認めない立場であり、またザフトの一部が介入するなど事態は混迷するかに思えたが、同時期に地球連合とプラントとの間で終戦条約である「ユニウス条約」が締結されたことにより、それに批准する形で独立を達成した。

### 機動戦士ガンダムSEED DESTINY
『機動戦士ガンダムSEED DESTINY』では、ナチュラル根絶主義者のザフト脱走兵が引き起こした、地球全土への無差別大規模テロ事件「ブレイク･ザ・ワールド」とそれに呼応した、コーディネイターの無差別テロが相次いで発生。当初、ロゴスメンバーや大西洋連邦大統領ジョゼフ・コープランドは被害復興を優先させたが、ロゴスのメンバーの1人にて、ブルーコスモス新盟主ロード・ジブリールが、これを機に今度こそプラント及びコーディネーターを根絶すべく、様々な工作活動を展開。結果、反プラント世論・反ザフト世論の高まりに押し切られる形で開戦に踏み切る事になる。
こうしてユニウス停戦条約が終わりを告げ開戦となるが、初戦でのプラント核攻撃に失敗した後は、プラント最高評議会議長ギルバート・デュランダルの政治手腕や地球連合軍内部の反ロゴス勢力の暗躍などによって戦況はことごとく覆され、次第に後手に回るようになってしまう。さらに連合加盟国内での禍根が表面化し始め、ユーラシア連邦では、ユーラシア西地区（旧E.U.及び中東地域）などの反連合活動を力尽くで抑えるという内戦状態になり、一部ではザフトに協力する地域も出始めた。さらに、大西洋連邦では蜜月であったはずのロゴスとの関係も揺らぎ始め、ジブリールからのスエズ派遣要請を断るまでになる。その後、デュランダルのベルリンでの焦土戦等を政治利用したロゴス打倒宣言を切っ掛けに、東アジア共和国を始めとした地球連合内部の反ロゴス勢力が呼応し、事実上ロゴス・ブルーコスモス派と反ロゴス派に分裂した。
ヘブンズベース攻防戦により、地球連合軍最高司令部が陥落。ロゴスの主要メンバーは捕らえられ、唯一逃れたジブリールはレクイエム攻防戦において月面ダイダロス基地のレクイエムを使用し最後の反撃にでるが、ミネルバを中心としたザフトの攻撃により同基地は陥落し、ジブリールもガーティ・ルーを撃墜され戦死した。これにより地球連合軍内部のロゴス・ブルーコスモス派は総崩れとなった。
その後、コープランド大統領はデュランダルとの会談を持ちかけ、月面アルザッヘル基地の地球連合軍は駐留艦隊を出撃させるが、ザフトが接収したレクイエムにより出撃した月艦隊ごとアルザッヘル基地は壊滅し、月面での戦力の殆どを喪失する。その際、基地に赴いていたジョゼフ・コープランド大西洋連邦大統領も死亡した。残存した地球連合軍艦隊は、現行機種や旧式のストライクダガーも動員して、反デスティニープランを表明したオーブ・クライン派艦隊に合流し、メサイア攻防戦に参戦。結果、ザフトの切り札であったダイダロス基地とメサイアは陥落し、デュランダル議長も死亡した。これにより、これ以上の戦闘継続は無益と判断したザフト司令官が、ラクス・クラインからの停戦の呼びかけに応じたことにより戦争は事実上終結した。

### 機動戦士ガンダムSEED C.E.73 STARGAZER
こちらではブレイク・ザ・ワールド直後に南米フォルタレザにおいて災害救助に出動しているが、直後にコーディネイターの少年少女が搭乗するジン タイプインサージェントのテロに遭遇し、これと交戦している。

### 機動戦士ガンダムSEED 天空の皇女
『SEED DESTINY』終了後のC.E.が舞台である『機動戦士ガンダムSEED ASTRAY 天空の皇女』においても地球連合は存続している。同作中では、連合からウィンスレット・ワールド・コンツェルン社の経営権を取り戻したラス・ウィンスレットを暗殺するためにMS部隊を派遣したり、ユーラシア連邦がレアメタルを確保することを目的にアメノミハシラに軍事侵攻した。

## 主な開発兵器
モビルスーツ登場以前、宇宙軍は宇宙戦闘機であるモビルアーマーを主力とし、陸軍や海軍はC.E.年代以前からの兵器形態を継承していた。モビルスーツ実用化後も引き続き運用と新規開発を続けており、結果としてモビルスーツ偏重主義のザフトとは対照的に多様である。しかし、モビルスーツにおいてはストライカーパックの成功により一部試作機や局地戦専用機を除きダガータイプとその派生機を、重点的に開発・配備している。一方、大型モビルアーマーをも次世代の主力兵器とする構想を持ち、大型機動兵器が総じて量産されているという点では他シリーズにない特色がある。
- モビルスーツ
  - GAT-X102 デュエル
  - GAT-X103 バスター
  - GAT-X105 ストライク
  - GAT-X207 ブリッツ
  - GAT-X303 イージス
  - GAT-01 ストライクダガー
  - GAT-X131 カラミティ
  - GAT-X252 フォビドゥン
  - GAT-X370 レイダー
  - GAT-02L2 ダガーL
  - GAT-04 ウィンダム
  - GFAS-X1 デストロイ

- モビルアーマー
  - TS-MA2mod.00 メビウスゼロ
  - TS-MA2 メビウス
  - TS-MA4F エグザス
  - YMAF-X6BD ザムザザー
  - YMAG-X7F ゲルズゲー
  - TS-MB1B ユークリッド
- その他
  - F-7D スピアヘッド 多目的制空戦闘機
  - リニアガンタンク
  - FX-550 スカイグラスパー